# حمامة مقنزعة
الحمامة المُقَنزَعة (بالإنجليزية: Topknot pigeon)‏ (الاسم العلمي: Lopholaimus antarcticus) هي حمامة موطنها شرق أستراليا.